# 334 v.Chr.

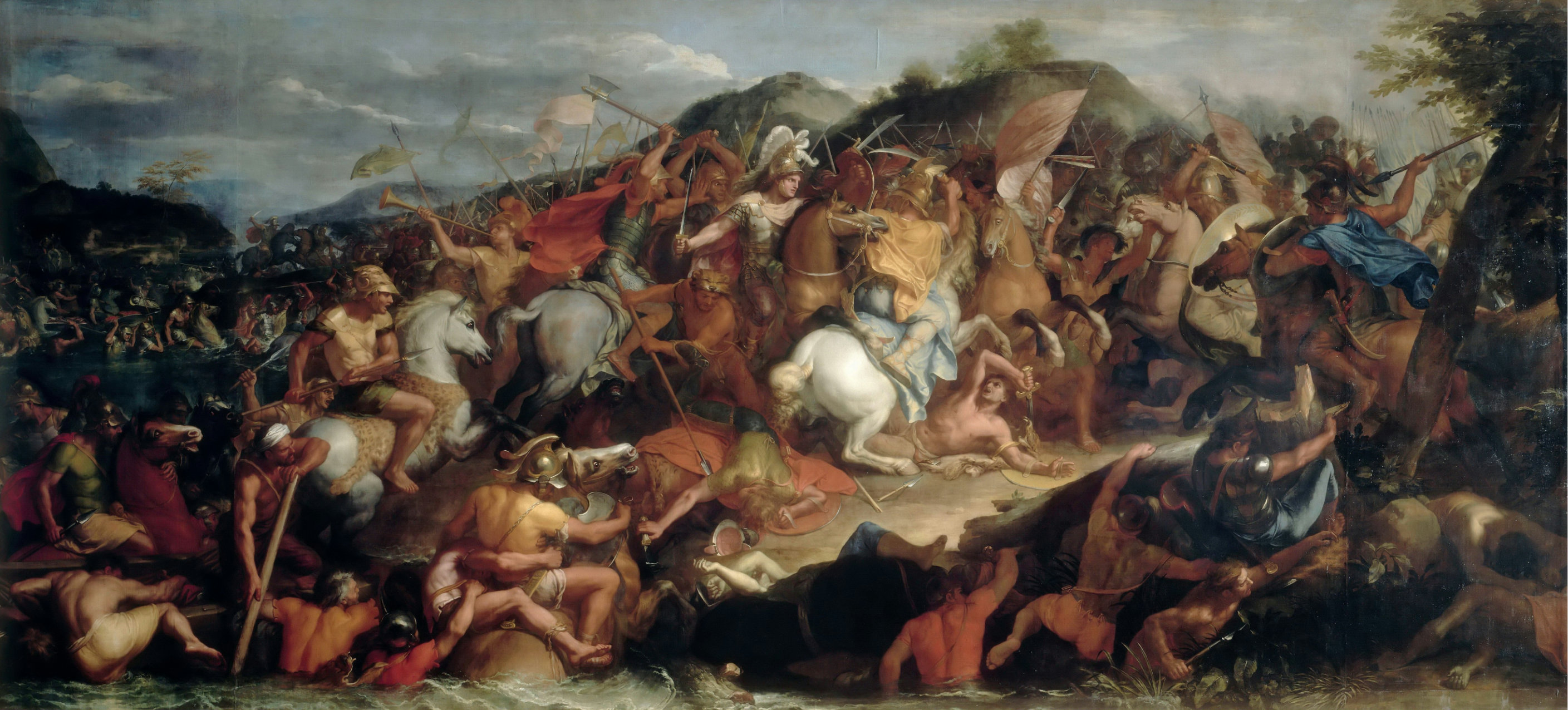
Slag aan de Granikos (334 v.Chr.)

Het jaar 334 v.Chr. is een jaartal in de 4e eeuw v.Chr. volgens de christelijke jaartelling.

## Gebeurtenissen

### Griekenland
- In het voorjaar begint Alexander de Grote vanuit Pella met een Macedonisch leger van 30.000 man en 5.100 ruiters aan zijn Perzische veldtocht.
- De Macedonische generaal Antipater blijft achter als regent van Macedonië en Griekenland.
- Parmenion steekt met het Macedonische leger en Griekse bondgenoten de Hellespont over.
- Alexander de Grote brengt in Troje offers aan de Griekse goden en legt een krans op het graf van Achilles.
- Mei - Slag aan de Granikos: Alexander de Grote verslaat aan de rivier de Granikos het Perzische leger onder Memnon van Rhodos.
- Alexander de Grote verovert Bodrum op de Perzen onder Memnon van Rhodos. Als Alexander samen met zijn bondgenote Ada van Carië na een vier maanden belegering erin slaagt om de muren te doorbreken, steekt Memnon de stad in brand.
- Alexander de Grote voert het bevel over de Macedonische cavalerie op de rechtervleugel; in de veldslag wordt zijn helm door een strijdbijl gespleten. Clitus, een lijfwacht redt zijn leven.
- Het Perzische leger vlucht in wanorde, 2.000 Griekse huurlingen worden in kettingen afgevoerd naar Macedonië.
- De stad Sardis (met zijn schatkamer) geeft zich over aan Alexander, hij herstelt de oude wetten en bouwt een tempel gewijd aan Zeus.
- Alexander de Grote trekt met het Macedonische leger langs de Aegeïsche kust en belegert Halicarnassus.
- Halicarnassus wordt ingenomen, koningin Ada van Carië accepteert Alexander de Grote uit eerbied als haar eigen zoon.
- De havenstad Milete wordt door de Macedoniërs belegerd en tot overgave gedwongen.
- De Ionische kust wordt door Alexander de Grote bevrijd van de Perzische overheersing, Memnon van Rhodos vlucht over zee naar Tyrus.
- In Chalkis worden torens, een muur en poorten toegevoegd aan de bestaande brug over het Euripuskanaal om de verdediging te versterken.[1]

### Italië
- Rome begint op enige afstand kolonies te stichten. Zo'n 2.500 families voornamelijk gekozen uit het proletariaat, vestigen zich in Cales op een strategische plek op de weg naar Capua.[2]

### China
- De heersers van Qi en van Wei erkennen elkaar als koning. Hiermee is de zwakte van de Zhou-dynastie niet meer te ontkennen, de Strijdende Staten worden onafhankelijk verklaard.